# Kevin Rankin (Schauspieler)

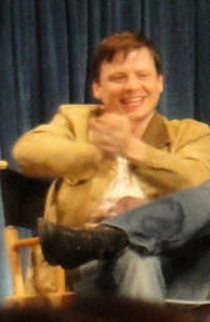
Kevin Rankin (2011)

Kevin Rankin (* 18. April 1976 in Baton Rouge, Louisiana) ist ein US-amerikanischer Schauspieler.

## Leben und Karriere
Kevin Rankin wuchs mit seinen drei älteren Schwestern bis zu seinem elften Lebensjahr in Baton Rouge auf. Dann zog die Familie nach Houston im Bundesstaat Texas, wo er auch die Highschool abschloss.
Rankins Karriere begann 1997 in dem Film Apostel!. Ab dem Jahr 2000 folgten dann Auftritte in diversen Fernsehserien, unter anderem in Buffy – Im Bann der Dämonen, New York Cops – NYPD Blue und Philly. 2002 war er in elf Folgen der Serie  My Guide to Becoming a Rock Star zu sehen. Weitere, längere Auftritte hatte er in American Campus – Reif für die Uni?, Six Feet Under – Gestorben wird immer, State of Mind, Bionic Woman und Friday Night Lights. 2009 bekam er die Rolle des Tyler Briggs in der NBC-Serie Trauma. Die Serie wurde jedoch nach einer Staffel mit 18 Folgen abgesetzt. 2011 war er für fünf Folgen zu Gast in der Serie Big Love. Zwischen den Jahren 2010 und 2012 war er in acht Folgen von Justified zu sehen. Eine Hauptrolle spielte er in den Jahren 2011 und 2012 in der Krimiserie Unforgettable, allerdings fiel seine Figur Umstrukturierungen nach der ersten Staffel zum Opfer. In der Fernsehserie Breaking Bad übernahm Rankin ab dem Jahr 2012 die Rolle des Neonazis Kenny. Die gleiche Figur verkörperte Rankin 2019 in El Camino: Ein „Breaking Bad“-Film.
2000 zog Rankin nach Los Angeles, wo er seine Freundin kennenlernte. Jener machte er beim Dreh zur Pilotfolge der Serie Trauma am Set einen Heiratsantrag. Die beiden heirateten im Oktober 2010 und haben ein gemeinsames Kind.

## Filmografie (Auswahl)
- 1997: Apostel! (The Apostel)
- 2000: Buffy – Im Bann der Dämonen (Buffy the Vampire Slayer, Fernsehserie, Folge 5x06)
- 2001–2002: American Campus – Reif für die Uni? (Undeclared, Fernsehserie, 4 Folgen)
- 2002: Philly (Fernsehserie, Folge 1x20)
- 2002: New York Cops – NYPD Blue (NYPD Blue, Fernsehserie, Folge 10x03)
- 2002: My Guide to Becoming a Rock Star (Fernsehserie, 11 Folgen)
- 2003: Hulk
- 2004: O.C., California (The O. C., Fernsehserie, Folge 1x26)
- 2005: Without a Trace – Spurlos verschwunden (Without a Trace, Fernsehserie, Folge 3x18)
- 2005: Six Feet Under – Gestorben wird immer (Six Feet Under, Fernsehserie, 4 Folgen)
- 2006: Bones – Die Knochenjägerin (Bones, Fernsehserie, Folge 1x19)
- 2006–2008: Friday Night Lights (Fernsehserie, 21 Folgen)
- 2007: CSI: Den Tätern auf der Spur (CSI: Crime Scene Investigation, Fernsehserie, Folge 7x11)
- 2007: Grey’s Anatomy (Fernsehserie, 2 Folgen)
- 2007: State of Mind (Fernsehserie, 3 Folgen)
- 2007: Bionic Woman (Fernsehserie, 7 Folgen)
- 2008: Law & Order (Fernsehserie, Folge 18x03)
- 2008: Navy CIS (NCIS, Fernsehserie, Folge 5x12)
- 2008: My Name Is Earl (Fernsehserie, Folge 3x18)
- 2008: The Closer (Fernsehserie, Folge 4x04)
- 2009: Lost (Fernsehserie, Folge 5x08)
- 2009: In Plain Sight – In der Schusslinie (In Plain Sight, Fernsehserie, Folge 2x02)
- 2009–2010: Trauma (Fernsehserie, 18 Folgen)
- 2010: Friendship!
- 2010: The Mentalist (Fernsehserie, Folge 3x02)
- 2010–2012: Justified (Fernsehserie, 8 Folgen)
- 2011: Lie to Me (Fernsehserie, Folge 3x11)
- 2011: Big Love (Fernsehserie, 5 Folgen)
- 2011–2012: Unforgettable (Fernsehserie, 22 Folgen)
- 2012–2013: Breaking Bad (Fernsehserie, 7 Folgen)
- 2013: White House Down
- 2013: Pawn Shop Chronicles
- 2013: Dallas Buyers Club
- 2014: Planet der Affen: Revolution (Dawn of the Planet of the Apes)
- 2014: Der große Trip – Wild (Wild)
- 2014: The Newsroom (Fernsehserie, Folge 3x05)
- 2014: Gracepoint (Fernsehserie, 10 Folgen)
- 2016: Lucifer (Fernsehserie, 7 Folgen)
- 2017–2022: Claws (Fernsehserie, 40 Folgen)
- 2018: Skyscraper
- 2019: El Camino: Ein „Breaking Bad“-Film (El Camino: A Breaking Bad Movie)
- 2020: The Umbrella Academy (Fernsehserie, 7 Folgen)
- 2022–2023: East New York (Fernsehserie, 21 Folgen)